# Sycophila rubra
Sycophila rubra är en stekelart som först beskrevs av Jean Risbec 1952.  Sycophila rubra ingår i släktet Sycophila och familjen kragglanssteklar. Inga underarter finns listade i Catalogue of Life.